# Calau becvermell
El calau becvermell (Tockus erythrorhynchus) és una espècie d'ocell de la família dels buceròtids (Bucerotidae). Habita sabanes àrides des de Sierra Leone cap a l'est fins a Somàlia i el nord-est de Tanzània. Molts autors l'han considerat la subespècie nominal d'una espècie que també inclouria T. damarensis, T. kempi, T. rufirostris i T. ruahae, ara considerades espècies de ple dret, arran els treballs de Kemp et Delport 2002